# Bell Brothers

Firmenlogo

Bell Brothers war ein britischer Automobilhersteller in Ravensthorpe (Yorkshire). 1906–1925 entstanden dort verschiedene Personenkraftwagen der oberen Mittelklasse mit Vierzylindermotoren.

## Beschreibung

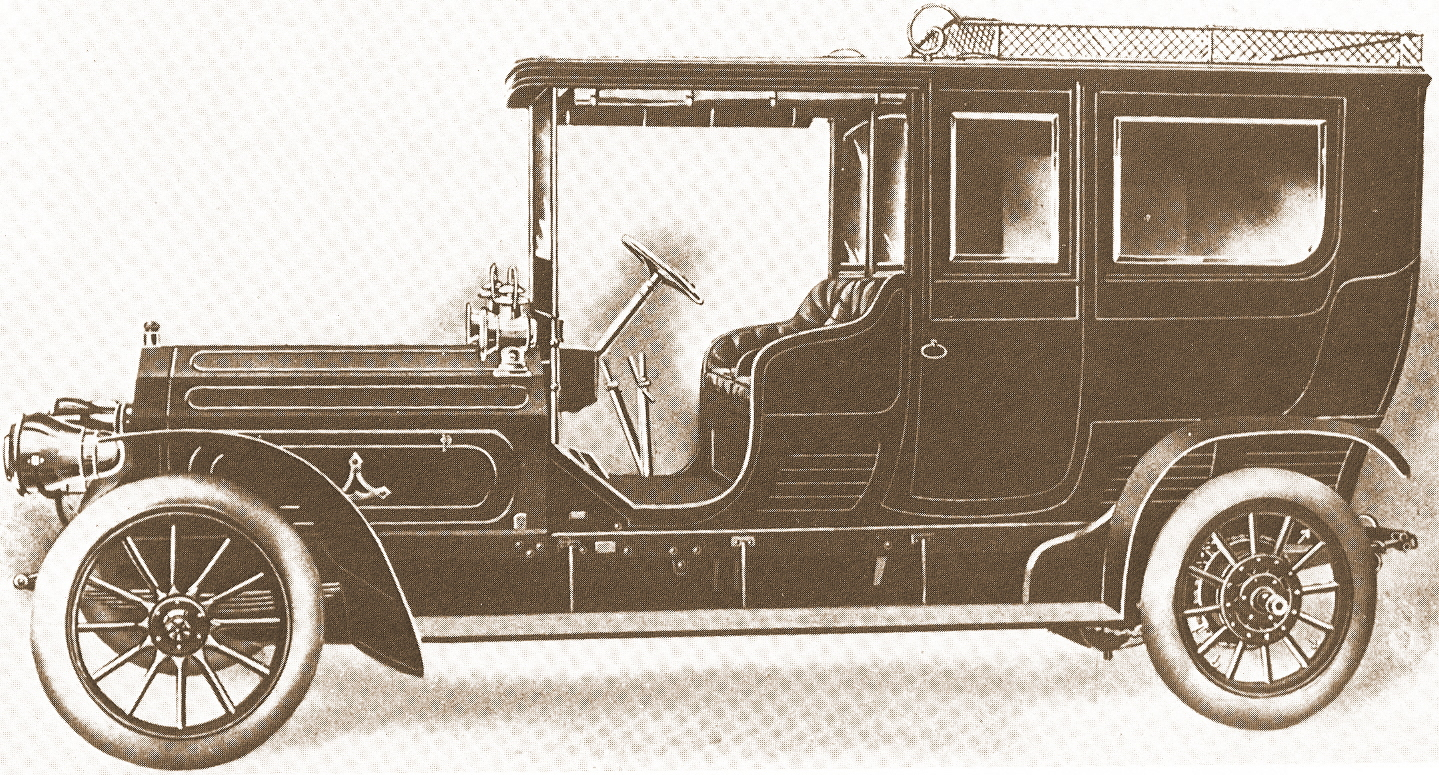
Bell 24 hp (1906)

Der erste Modell, der 8/10 hp besaß noch einen Reihenzweizylindermotor mit 1,3 l Hubraum. Alle folgenden Modelle waren mit wassergekühlten Reihenvierzylindermotoren ausgestattet. Bis zum Ersten Weltkrieg entstand eine Fülle von Modellen von 16 hp bis 30 hp.
Nach dem Krieg wurde die Gesellschaft von der CWS in Manchester übernommen. Die Modellpalette wurde auf einen 16 hp und eine 25 hp reduziert. Mitte der 1920er-Jahre entstand noch ein LKW bei Bell, der aber als CWS auf den Markt gelangte. Dann wurden die Aktivitäten der Bell Brothers eingestellt.

## Modelle
| Modell   | Bauzeitraum | Zylinder | Hubraum cm³ | Radstand mm |
| -------- | ----------- | -------- | ----------- | ----------- |
| 8/10 hp  | 1906        | 2 Reihe  | 1298        | 2057–2286   |
| 16/20 hp | 1906        | 4 Reihe  | 2596        | 2286–2819   |
| 16 hp    | 1906        | 4 Reihe  | 2539        | 2591        |
| 20 hp    | 1906        | 4 Reihe  | 4152        | 2896        |
| 24 hp    | 1906        | 4 Reihe  | 6786        | 2972–3048   |
| 30 hp    | 1906        | 4 Reihe  | 6345        | 2972        |
| 17 hp    | 1907–1916   | 4 Reihe  | 3053        | 2896        |
| 20 hp    | 1907–1909   | 4 Reihe  | 4071        | 2896–3124   |
| 30 hp    | 1907–1910   | 4 Reihe  | 6317        | 3200        |
| 20 hp    | 1910–1916   | 4 Reihe  | 4586        | 2896–3124   |
| 16 hp    | 1911–1914   | 4 Reihe  | 3122        | 2591–3124   |
| 30 hp    | 1911–1916   | 4 Reihe  | 6450        | 3124        |
| 16 hp    | 1919–1925   | 4 Reihe  | 2614        | 3124        |
| 25 hp    | 1919–1925   | 4 Reihe  | 3969        | 3353        |